# غيزو
غيزو هو كان ملك مملكة داهومي في الفترة من 1818 حتى 1858، أستولى على الحكم بعد أن أنقلب على أخيه أداندوزان بمساعدة تاجر الرقيق البرازيلي فرانسيسكو فيليكس دي سوزا.